# Verktygsmördaren
Verktygsmördaren (originaltitel: The Toolbox Murders) är en amerikansk slasherfilm från 1978 i regi av Dennis Donnelly. Filmen klassades som videovåld på 1980-talet på grund av sitt våldsamma innehåll.

## Handling
En man förlorar sin dotter i en tragisk bilolycka. I sorgen förändras han till att bli en rasande mördare, och använder redskapen i en verktygslåda som mordvapen.

## Rollista i urval
- Cameron Mitchell – Vance Kingsley
- Pamelyn Ferdin – Laurie Ballard
- Wesley Eure – Kent Kingsley
- Nicolas Beauvy – Joey Ballard
- Tim Donnelly – Detective Jamison
- Aneta Corsaut – Joanne Ballard
- Faith McSwain – Mrs. Andrews
- Marciee Drake – Debbie